# Денисов, Мефодий Иванович
Мефодий Иванович Денисов (13 марта 1922, Старые Чукалы — 31 октября 1998, Чебоксары) — советский и российский певец (баритон) и педагог, один из основоположников чувашского оперного театра. Заслуженный артист РСФСР (1967).

## Биография
Родился 13 марта 1922 года в деревне Старые Чукалы Буинского уезда, ныне Шемуршинского района Чувашии. Был шестым ребёнком в крестьянской семье Ивана Ефремовича и Татьяны Алексеевны Денисовых.
В 1940 года был призван на службу в РККА. Участвовал в боях на Ленинградском фронте во время Великой Отечественной войны, защищал Ленинград.
После демобилизации из армии, обучался в Саратовской консерватории в чувашской оперной студии у К. А. Корзюковой. По окончании консерватории в 1951 году вернулся на родину в Чувашию, город Чебоксары. С 1951 по 1959 год и с 1971 по 1973 год был солистом Чувашской государственной филармонии; в 1959—1971 годах — солистом Чувашского государственного музыкального театра. С 1951 года одновременно преподавал в Чебоксарском музыкальном училище.В числе его воспитанников: Ю. А. Гордеев, В. П. Иванов, В. Е. Петров, М. Ф. Мокшанов, К. Я. Пищулин, Н. Ю. Корнишина, Н. И. Каюкова.
В певческой карьере Мефодия Ивановича было более 500 классических произведений, песен чувашских и зарубежных композиторов, а также народных песен. На оперной сцене Чувашии он исполнил более 20 ведущих партий. Наряду с профессиональной, занимался общественной деятельностью. Принимал участие в проведении Дней культуры Чувашской АССР в Москве, Ленинграде, Киеве, Минске, Горьком (ныне Нижний Новгород), Ульяновске. Был депутатом Верховного Совета СССР VII созыва, избирался членом Чебоксарского горкома КПСС, депутатом Ленинского районного Совета депутатов трудящихся. М. И. Денисов входил в состав правления Чувашского отделения Всероссийского театрального общества и был его председателем.
Был женат на Зое Фёдоровне Денисовой, также певице и педагоге, с которой он познакомился в Саратовской консерватории.
Умер 1 ноября 1998 года в Чебоксарах.

## Память
- Именем Мефодия Денисова назван бульвар в Чебоксарах; на доме по улице Ильбекова, 1, где он жил, установлена мемориальная доска[9].
- В фонде Чувашского и Российского радио хранятся песни в его исполнении. Его записи были выполнены на пластинках студии фирмы «Мелодия».
- В Государственном архиве современной истории Чувашской Республики имеются документы, относящиеся к М. И. Денисову[10].

## Заслуги
- Лауреат Государственной премии Чувашской АССР имени К. В. Иванова (1969, за исполнение партии Тахтамана в опере «Нарспи» Г. Я. Хирбю)[2].
- Заслуженный артист Чувашской АССР (6.12.1954),
- Народный артист Чувашской АССР (3.04.1962),
- Заслуженный артист РСФСР (18.12.1967).
- Награждён орденами Отечественной войны II степени и Красной Звезды, а также медалями, в числе которых «За оборону Ленинграда» и «За победу над Германией в Великой Отечественной войне 1941—1945 г.г.»
- Удостоен Почётной грамоты Президиума Верховного Совета РСФСР (23.06.1960).